# Lecticusta
Lecticusta is een geslacht van rechtvleugeligen uit de familie krekels (Gryllidae). De wetenschappelijke naam van dit geslacht is voor het eerst geldig gepubliceerd in 2012 door Cadena-Castañeda & García García.

## Soorten
Het geslacht Lecticusta omvat de volgende soorten:
- Lecticusta brunneimaculata Cadena-Castañeda & García García, 2012
- Lecticusta nigrummaculata Cadena-Castañeda & García García, 2012